# Асьют (аеропорт)
Аеропорт Асьют مطار أسيوط (IATA: ATZ, ICAO: HEAT) — аеропорт в Асьют, Єгипет.
У 2008 аеропорт обслужив 323 708 пасажирів (147,7% проти 2007).

## Авіакомпанії та напрямки
| Авіакомпанія    | Пункт призначення                          |
| --------------- | ------------------------------------------ |
| Air Arabia      | Шарджа                                     |
| Air Cairo       | Амман, Доха, Джидда, Бурайда, Кувейт, Ріяд |
| Air Leisure     | Джидда                                     |
| EgyptAir        | Каїр, Кувейт                               |
| FlyEgypt        | Кувейт                                     |
| Flynas          | Джидда, Ріяд                               |
| Jazeera Airways | Доха, Кувейт                               |

## Ресурси Інтернету
- https://web.archive.org/web/20160303165357/http://weather.noaa.gov/weather/current/HEAT.html
- http://aviation-safety.net/database/airport/airport.php?id=ATZ [Архівовано 9 березня 2016 у Wayback Machine.]